# Константин Антонов
Константин Антонов Иванов, известен като Сеченката, Динката и Горския, както и с името Вълчо Антонов, е български революционер, деец на Върховния македоно-одрински комитет, Вътрешната македоно-одринска революционна организация и Българската комунистическа партия.

## Биография
Константин Иванов е роден в Стара Загора през 1879 година. Баща му е местен революционен деец. Учи в Пловдивската гимназия, където под влияние на представителя на Женевската група Димо Николов попада под влияние на социалистическите идеи. Заминава заедно с Николов за Хебибчево, за да се запознаят с условията в Одрински вилает. Тук се запознава с Павел Генадиев, който го привлича към революционното дело. Урежда да бъде назначен за учител в село Ахъркьой, Одринско. Става член на Одринския революционен комитет на ВМОРО и заедно с Кръстьо Българията създава комитети в Ахъркьой и околните села - Кемал, Доганджа, Каиккьой, Хаскьой, Фикел, Възгаш, Хаджикьой и други. През март обаче избухва Ахъркьойска-Кемалската афера и Константин Антонов е принуден да бяга в Одрин, а после и в България. От средата на 1900 година води първата чета на ВМОРО в Одринско и Мустафапашанско с 5 души, чиято цел е да накаже виновниците за аферата.
През февруари 1901 година къса с Одринския комитет на ВМОРО и приема поканата на председателя на ВМОК Борис Сарафов да оглави пограничния пункт на ВМОК в Чепеларе, където остава до 1902 година, подпомаган от местната учителка Дончева и Марин Чолаков. Там приема името Вълчо, в памет на убития предишен ръководител на пункта Вълчо Сарафов, братовчед на Борис Сарафов. Социалист по убеждение, с деспотичен характер, той действа с авторитарни методи. В Чепеларе Антонов прилага безогледно средствата на терор - още през февруари са убити двама видни дейци на организацията - Атанас Шапарданов и Дечо Стояновски, през пролетта е направен неуспешен опит за убийство на Хаджи Нурия бей от Смилян, който предизвиква голяма афера в Пашмаклийско и много дейци бягат в България, през юни е убит чепеларският първенец Иван Чичовски, след това са убити Сали Мехмед от Сьойчук и двама помаци от Тикале, на първи август в Райково е извършен атентат срещу Салих паша Сиврия, а в началото на есента - неуспешен атентат срещу Юсеин паша Кочоолу Маджиря в Януздере. Убийствата на български дейци и афери, последвали атентатите срещу мюсюлманските първенци, разклащат революционното дело. Много видни дейци като Константин Николов, Таню Стоев, Владимир Коруев и други са принудени да бягат в България.
По думите на Христо Караманджуков:
| „ | По природа той бе здрав и издръжлив физически и притежаваше извънредни духовни качества – силен ум, голяма интелигентност, енергия и смелост. Но бе краен и страстен социалист, таеше дълбока ненавист към съвременната общественост и държавност и вярваше, че марксическите теории могат да се приложат на почвата на македоно-одринското революционно движение и при условията, които представяше Среднородопската област. Като се има предвид това, а също така и неговата буйност и пламеност, неговия характер и темперамен, както и неговата подозрителност към другите, неговия дух изобщо, обяснимо е защо той в стремежите си да създаде здрава и стегната организация, прегърна терора, като най-важно средство за работа и творчество и защо в края на краищата организацията отслабна... | “ |

Вълчо Антонов създава към средата на 1901 г. тъй наречения Беломорски (Гюмюрджмнски) революционен окръг, като с това по указание на ВМОК се стреми да отцепи територии от контрола на ВМОРО. Антонов се конфронтира с Христо Караманджуков и други дейци от региона и в края на 1901 година пречи на Георги Василев, който се опитва да постави новооснования от тях Беломорски революционен окръг под контрола на Одринския революционен комитет. Друго доста противоречиво действие на Антонов било желанието му да наложи контрола си над територии, които били извън обсега на Чепеларския революционен пункт. Така Антонов изпраща районната чета на юг и се стига до конфликт с дейците на Вътрешната организация, които работели в Дедеагачко и Гюмюрджинско. Антонов мести центъра на граничния пункт от Чепеларе в Проглед, подпомаган от братя Димитър, Никола и Тодор Василеви и Тома Чакъров.
През 1902 година по инициатива на Гоце Делчев е свикан конгрес на Одринския революционен окръг с цел да се преодолее влиянието на върховизма и да се изгладят противоречията между местните дейци. Така на Пловдивския конгрес ВМОРО налага контрола си върху Беломорието, а за да бъде привлечен Антонов отново в организацията, той е избран за подвижен член на Одринския окръжен революционен комитет и е назначен за ръководител на Западнотракийския революционен район. След конгреса Гоце Делчев и Коста Нунков отиват в Чепеларе, за да преговарят с него и да му съобщят новината, както и задачите, които му се възлагат като главен инспектор в Западна Тракия. Той приема и през август същата година в Хасково сформира чета, в която са включени Тане Николов, Димитър Запрянов, Марин Чолаков, Дядо Петър, Стефан Чакъров, Недялко Килев, Атанас Тропчов, Симеон Дечев, Стойчо Караиванов и Желю Иванов, братовчед на Константин Антонов и влиза с нея в Западна Тракия. От Енимахле, през Попово, Аврен и Дутли четата стига до Манастир. Антонов заминава да Доганхисар, а четата му начело с войводата Чолаков и организатора Чакъров минава през Домуздере, Дедеагачко, Калайджидере, Кушланли. Чакъров, Иванов и Запрянов заболяват тежко от тропическа малария и са принудени да се приберат в България, а Дядо Петър и Дечев по нареждане на Антонов заминават за Ксантийско. Антонов предприема обиколки по селата - Дервент, Домуздере, Еникьой, Бадома - за стягане на местните комитети и след това повиква четата на Чолаков, към която се присъединява куриерът Митрю Карабелята, който я води в Дедеагачко. Заедно с Бойко Чавдаров на 8/12 септември на Малка Богородица, събора на Домуздере, организират околийска сбирка, в която участват учители от околните села. Антонов посещава и Дедеагач като отсяда в квартирата на учителя Никола Лулчев, тоест дома на Димитър Гоголов.
В края на ноември 1902 година Антонов се връща в България и се установява в Стара Загора, докато Чолаков с четата остава в Дедеагачко.
В началото на 1903 година Антонов взима участие в съвещанията на ВМОРО в София, на които се обсъжда взетото решение за въстание и е сред противниците му, поради което не се включва в Илинденско-Преображенското въстание. В средата на февруари 1903 година отново се връща в Дедеагачко.
През 1904 година заминава за Одеса, където установява връзки с местни социалисти, след което се завръща в България. През същата година се жени за Тота Дончева. По това време става член на БРСДП (т. с.).
През ноември 1904 година Антонов заминава с жена си за Скопие. Тук под прикритието на шивашка дейност те основават социалистическа група със съдействието на Лазар Главинов. След недоразумения с местните дейци на ВМОРО и преследвани от властите, през май 1905 година те се връщат в България и се установяват в Стара Загора. През 1906 година е изпратен със специална задача в Русия.
По време на Балканските войни е доброволец в Македоно-одринското опълчение и служи в четата на Никола Жекоолу, а по-късно в Трета рота на Трета солунска дружина. Участва и в Първата световна война. През 1924 - 1925 година влиза във Военната организация на БКП в Старозагорска околия. В 1928 година е сред основателите на легалната Работническа партия в Стара Загора.
Умира в 1932 година след полицейски побой.